# Super Collider
Super Collider är det fjortonde studioalbumet av det amerikanska metalbandet Megadeth. Det släpptes den 4 juni 2013.

## Låtlista
| Nr           | Titel                                 | Kompositör                              | Längd |
| ------------ | ------------------------------------- | --------------------------------------- | ----- |
| 1.           | Kingmaker                             | Dave Mustaine, David Ellefson           | 4:16  |
| 2.           | Super Collider                        | Mustaine                                | 4:11  |
| 3.           | Burn!                                 | Mustaine                                | 4:11  |
| 4.           | Built for War                         | Mustaine, Shawn Drover, Chris Broderick | 3:57  |
| 5.           | Off the Edge                          | Mustaine                                | 4:11  |
| 6.           | Dance in the Rain (med David Draiman) | Mustaine                                | 4:45  |
| 7.           | Beginning of Sorrow                   | Mustaine, Ellefson, Broderick           | 3:51  |
| 8.           | The Blackest Crow                     | Mustaine                                | 4:27  |
| 9.           | Forget to Remember                    | Mustaine                                | 4:28  |
| 10.          | Don't Turn Your Back...               | Mustaine                                | 3:47  |
| 11.          | Cold Sweat (Thin Lizzy-cover)         | Phil Lynott, John Sykes                 | 3:10  |
| Total längd: | Total längd:                          | Total längd:                            | 45:14 |